# Muntanyes Apuseni

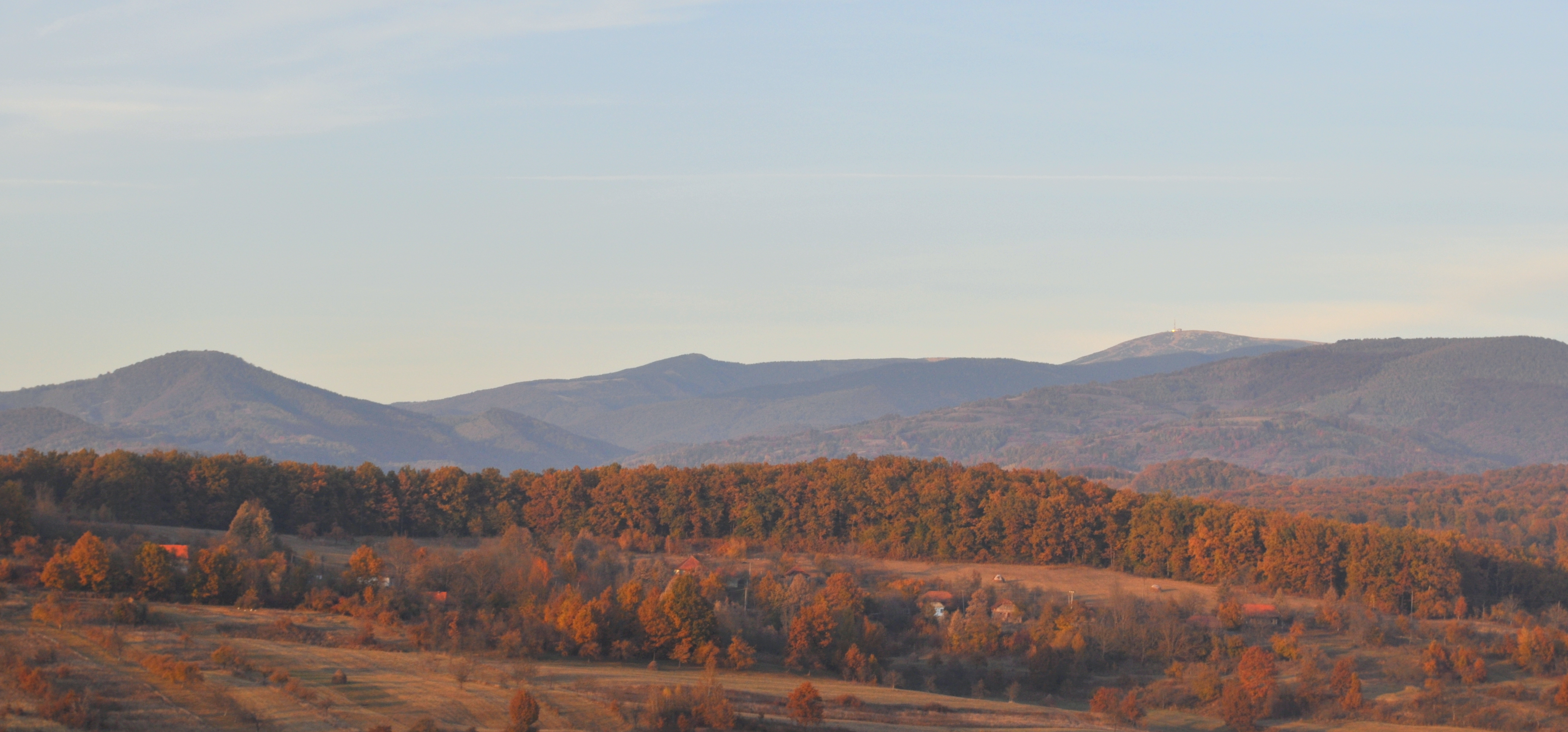
Els principals cims de les muntanyes Apuseni, amb Bihorul a la dreta

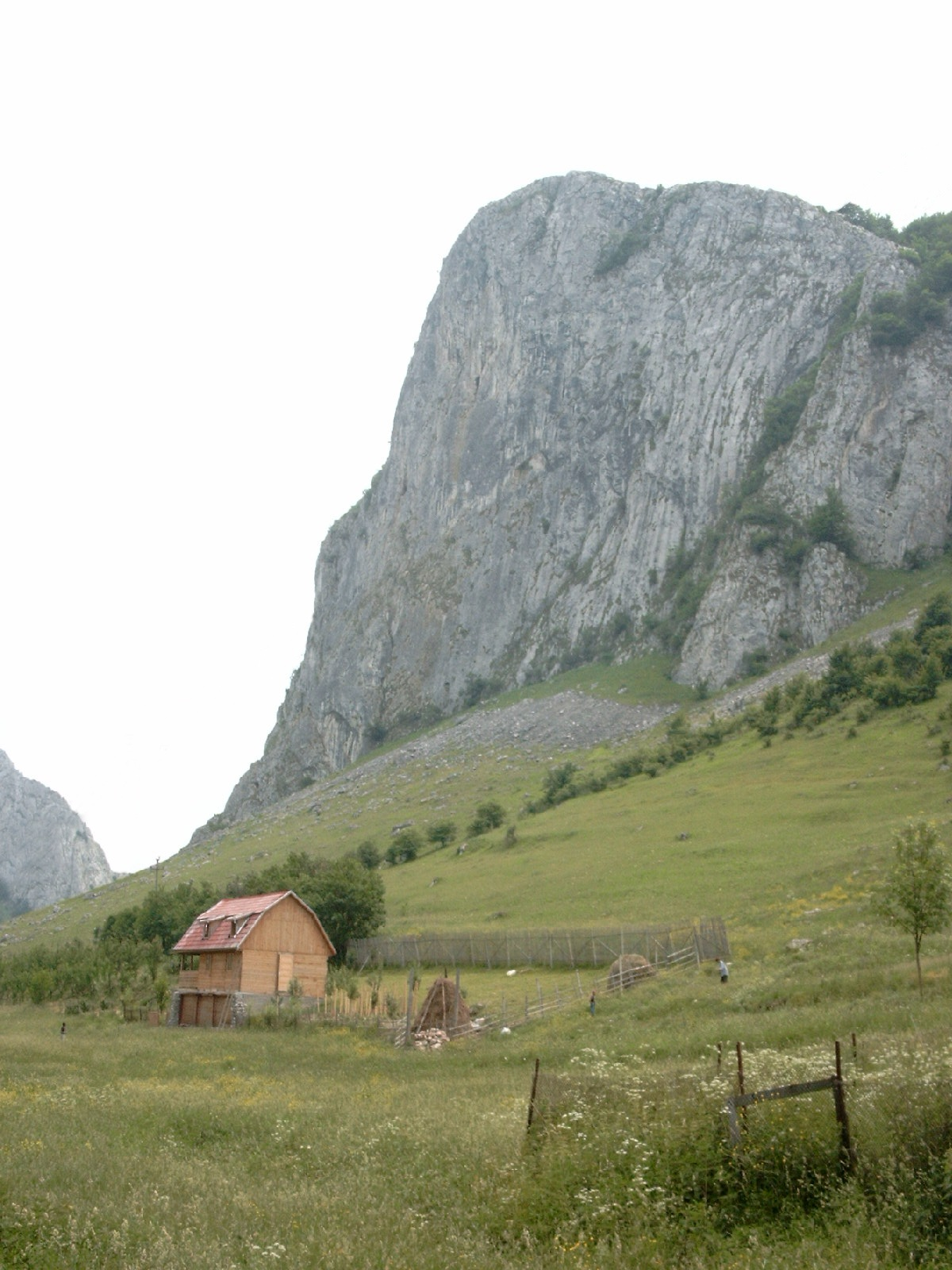
Muntanyes de Trascău

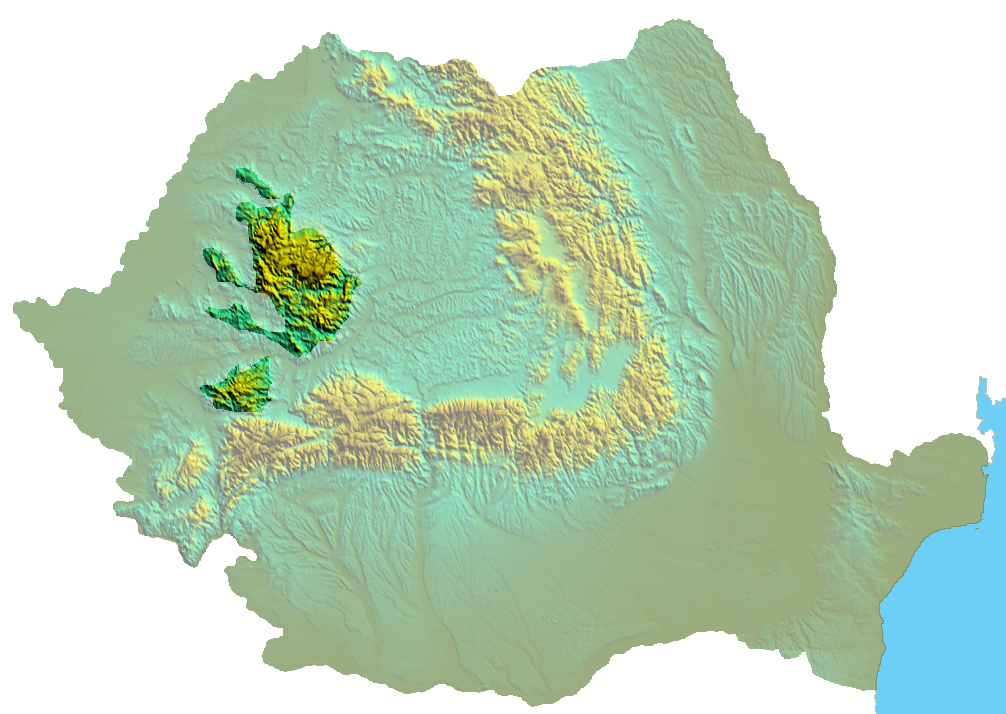
Els Carpats occidentals de Transsilvània (muntanyes Apuseni - les més altes)

Les muntanyes Apuseni (en romanès: Munții Apuseni, hongarès: Erdélyi-középhegység) és una serralada de Transsilvània, Romania, que pertany als Carpats romanesos occidentals, també anomenada Occidentali en romanès. El seu nom es tradueix del romanès per Muntanyes "de la posta de sol", és a dir, "occidental". El pic més alt és el pic de Bihor amb 1.849 metres. Les muntanyes Apuseni contenen unes 400 coves.

## Geografia
Les muntanyes Apuseni no presenten una cadena de muntanyes ininterrompuda, però posseeixen molts ports de muntanya baixos i fàcils cap a la Crișana i la gran plana hongaresa. Anant de sud a nord, els grups principals són: les Munții Metaliferi ("Muntanyes Minerals") amb les masses basàltiques de la Detunata 1.148 metres prop d'Abrud; les muntanyes de Bihor, amb nombroses cavernes, amb el pic més alt el Bihorul (1.849 metres); a l'est d'aquest grup hi ha el Muntele Mare (cim més alt de 1.820 metres), al sud-oest de Cluj-Napoca; la cadena més septentrional són les muntanyes Seș i Meseș.

### Límits
- Al nord: el riu Barcău.
- Al sud: el riu Mureș.
- A l'est: l'altiplà de Transsilvània.
- A l'oest: les planes de Crișana.

### Subdivisions
- Muntanyes Criș (Munții Crișului, hongarès: Körös-menti hegyvidék):
  - Turons de Criș (Dealurile Crișene, hongarès: Körös-menti dombság), inclosa la depressió de Beiuș (Depresiunea Beiuș, hongarès: Belényesi-medence) i la depressió Vad (Depresiunea Vad, hongarès: Révi-medence)[2]
  - Muntanyes de Pădurea Craiului (literalment: bosc del rei, hongarès: Királyerdő-hegység)
  - Muntanyes Codru-Moma (Munții Codru-Moma, hongarès: Béli-hegység)[3]

- Muntanyes Seș-Meseș (Munții Seș-Meseșului):
  - Muntanyes Meseș (Munții Meseșului, hongarès: Meszes-hegység)
  - Muntanyes de Seș (Muntele Seș, hongarès: Réz-hegység, també Plopiș)
  - Depressió Șimleu (Depresiunea Șimleu Silvanei, hongarès: Szilágysomlyói-medence), sovint considerada part de la conca de Transsilvània-Podişul Someşan
  - Muntanyes Șimleu (Munții Șimleu, hongarès: Szilágysági-dombvidék), sovint considerada part de la conca de Transsilvània-Podişul Someşan[4]

- Massís de Bihor (Masivul Bihor , hongarès: Bihari-havasok):
  - Muntanyes de Bihor (Munții Bihorului, hongarès: Bihar-hegység)
  - Muntanyes Vlădeasa (Munții Vlădeasa, hongarès: Vlegyásza-hegység)
  - Muntele Mare Mountains (literalment: Gran Muntanya), (Munții Muntele Mare, hongarès: Öreghavas)
  - Muntanyes Gilău (Munții Gilăului, hongarès: Gyalui-havasok)

- Muntanyes Mureș (Munții Mureșului , hongarès: Marosmenti-hegyvidék):
  - Muntanyes de Zarand (Munții Zarandului, hongarès: Zarándi-hegység)
  - Muntanyes Metallíferes (Munții Metaliferi, hongarès: Erdélyi-érchegység)
  - Muntanyes Trascău (Munții Trascăului, hongarès: Torockói-hegység)

## Galeria

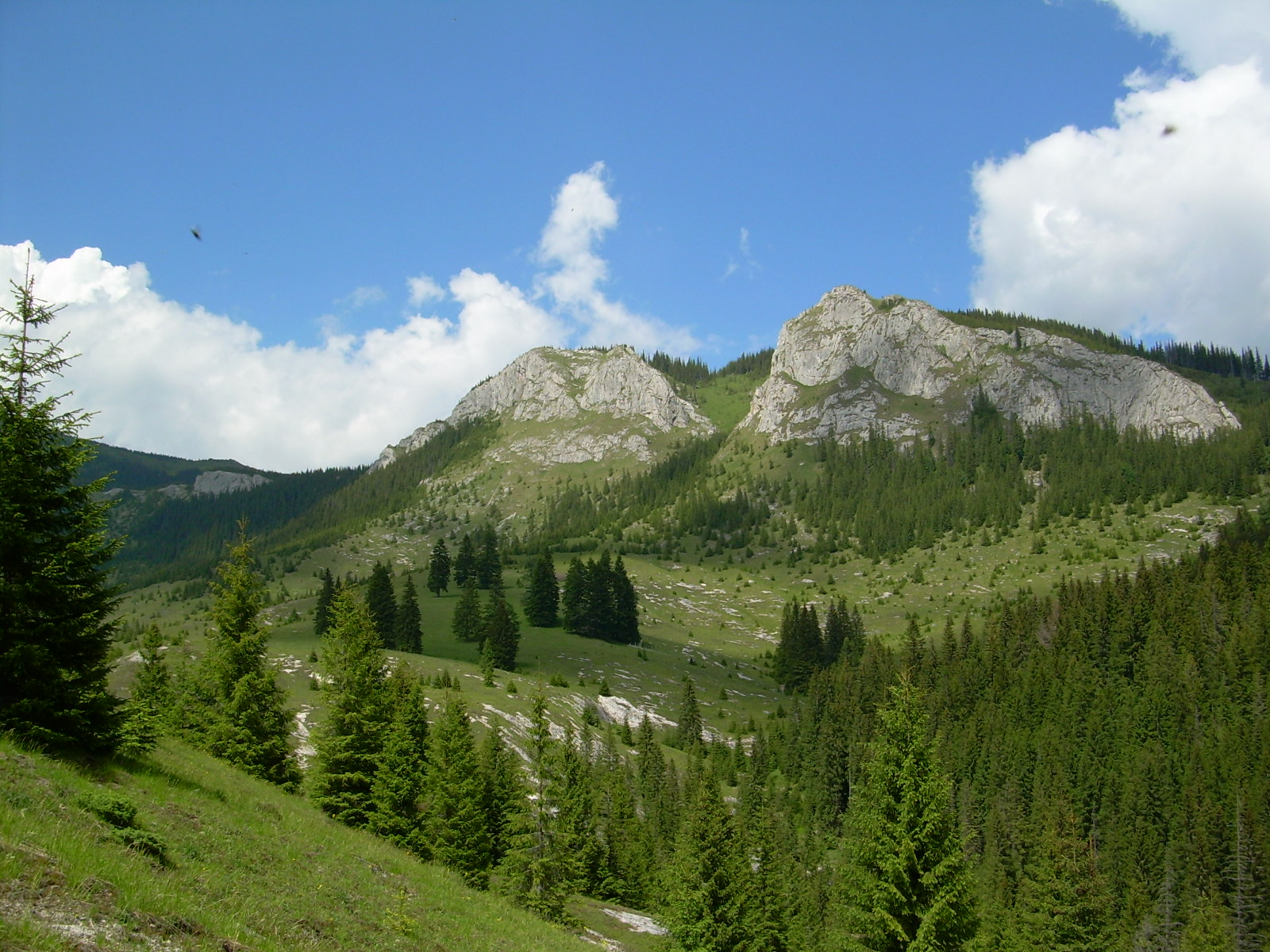
Vlădeasa
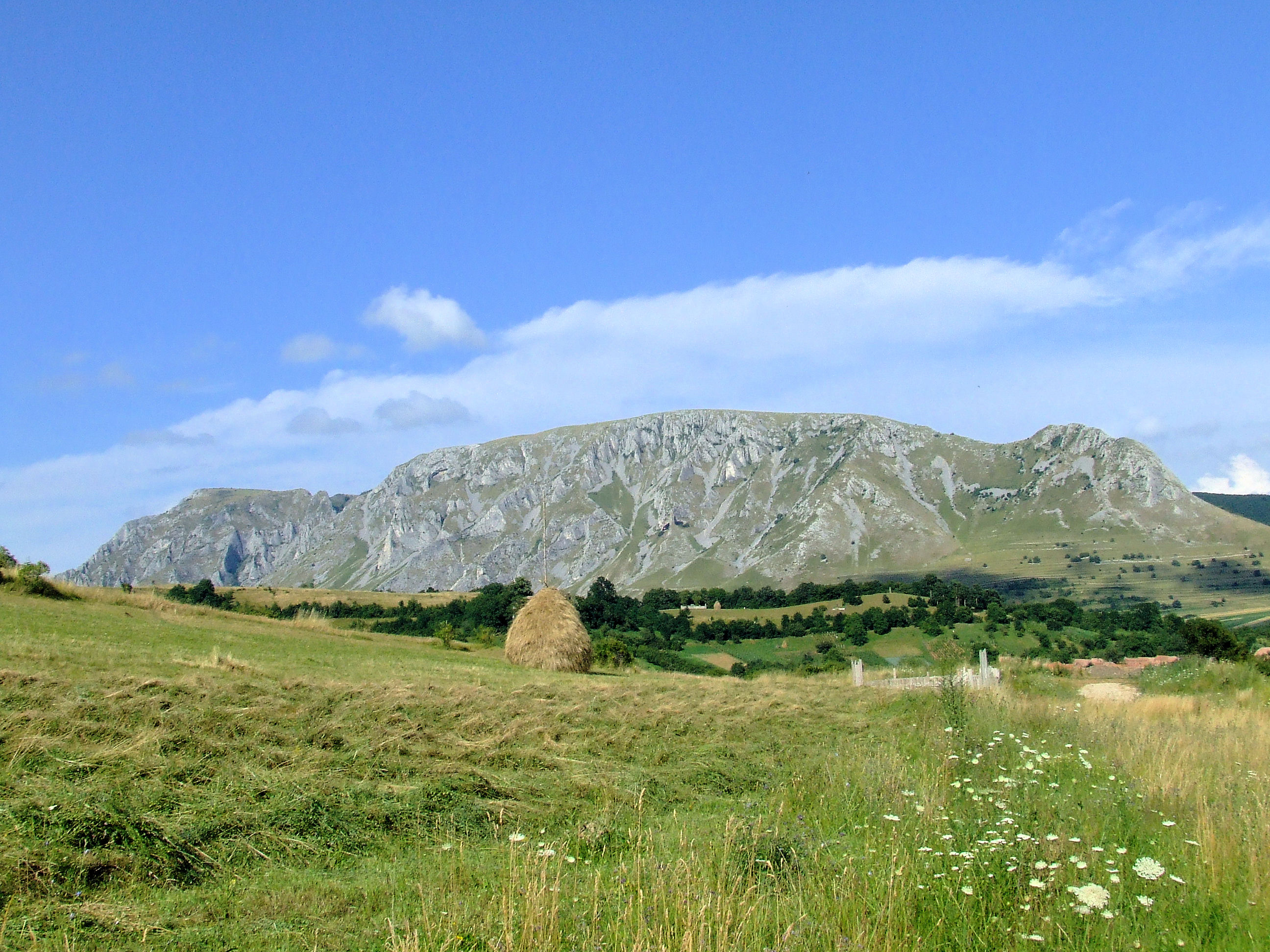
Piatra Secuiului
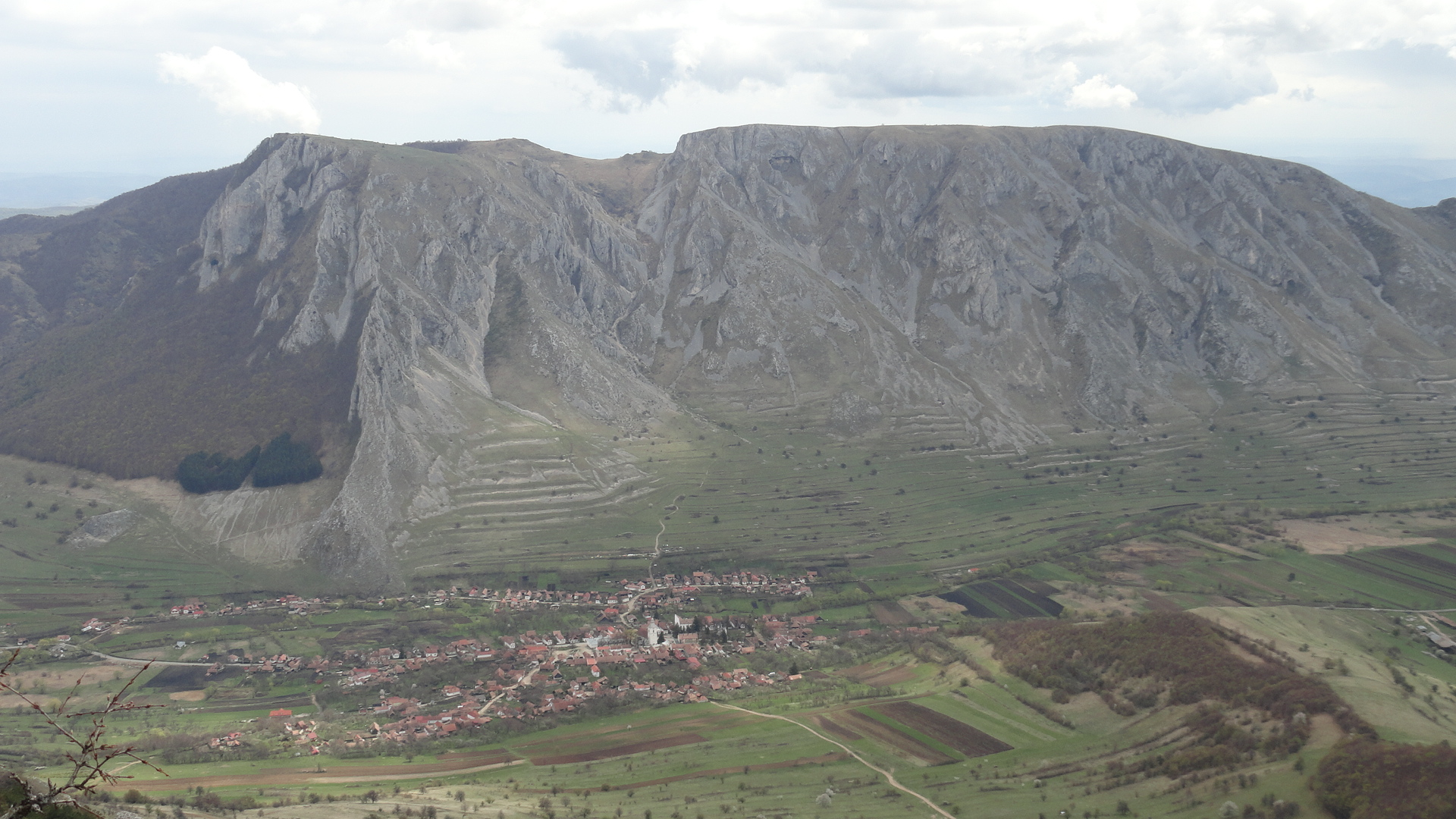
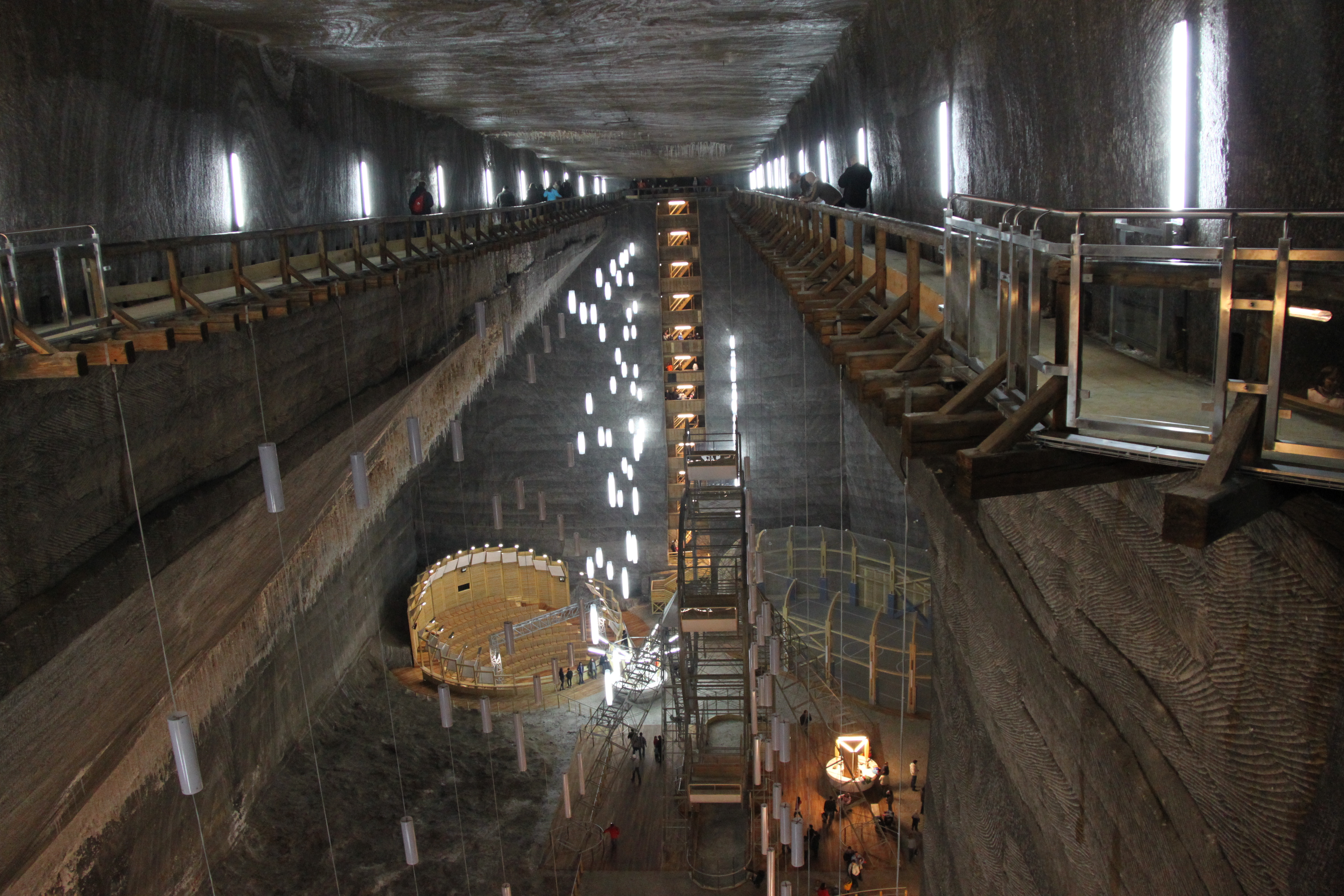
Salina Turda
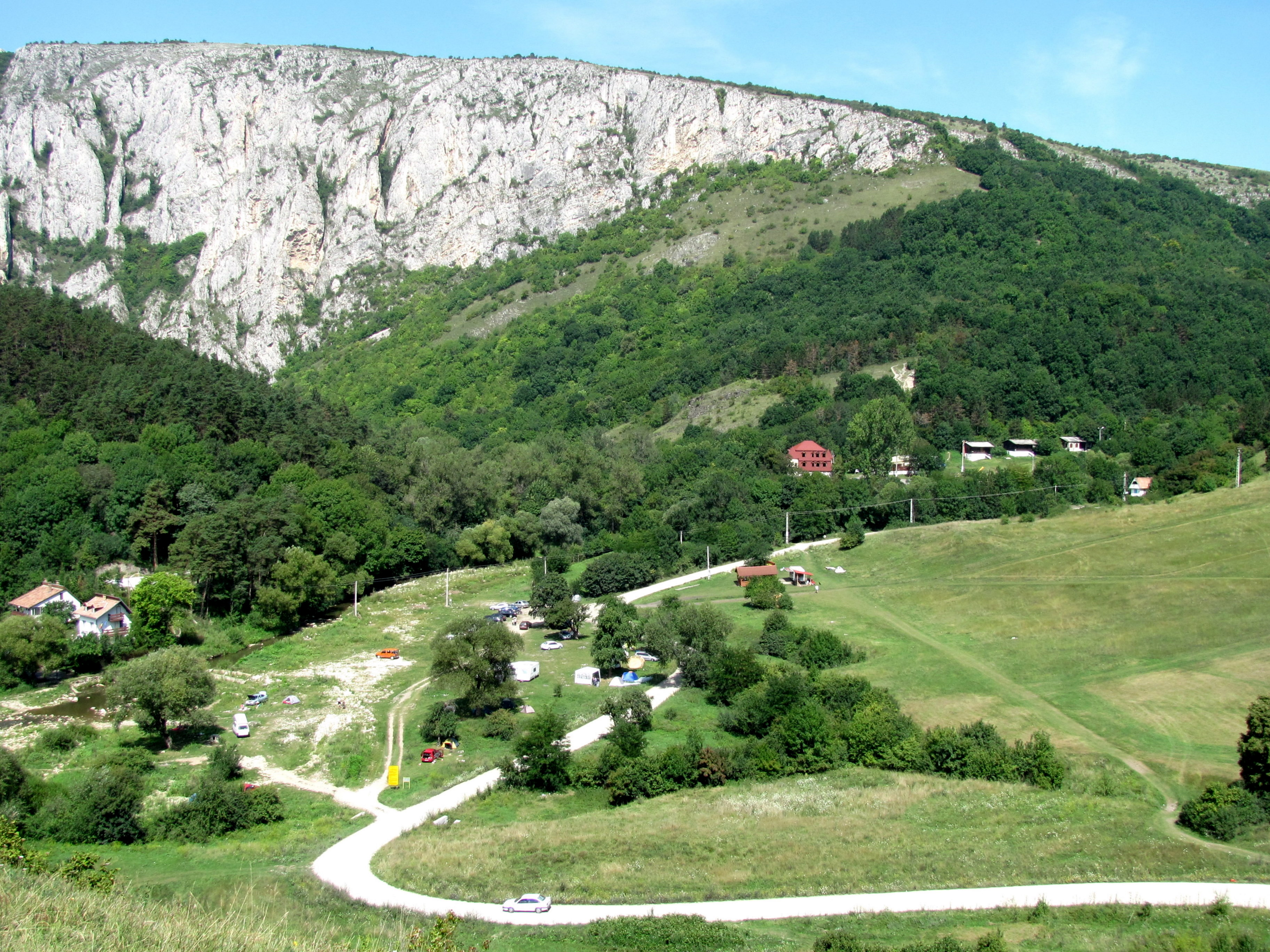
Cheile Turzii
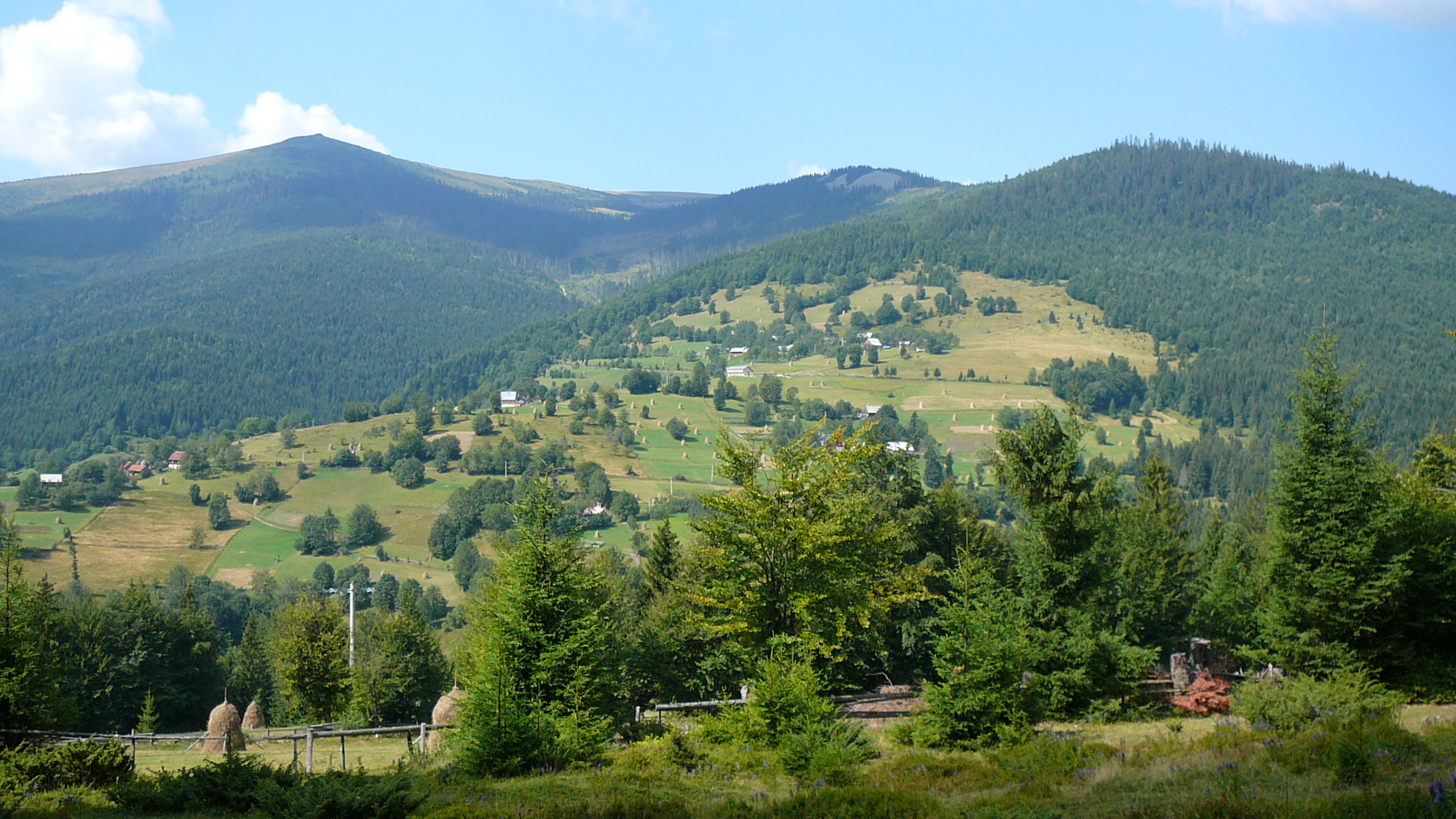
Arieșeni
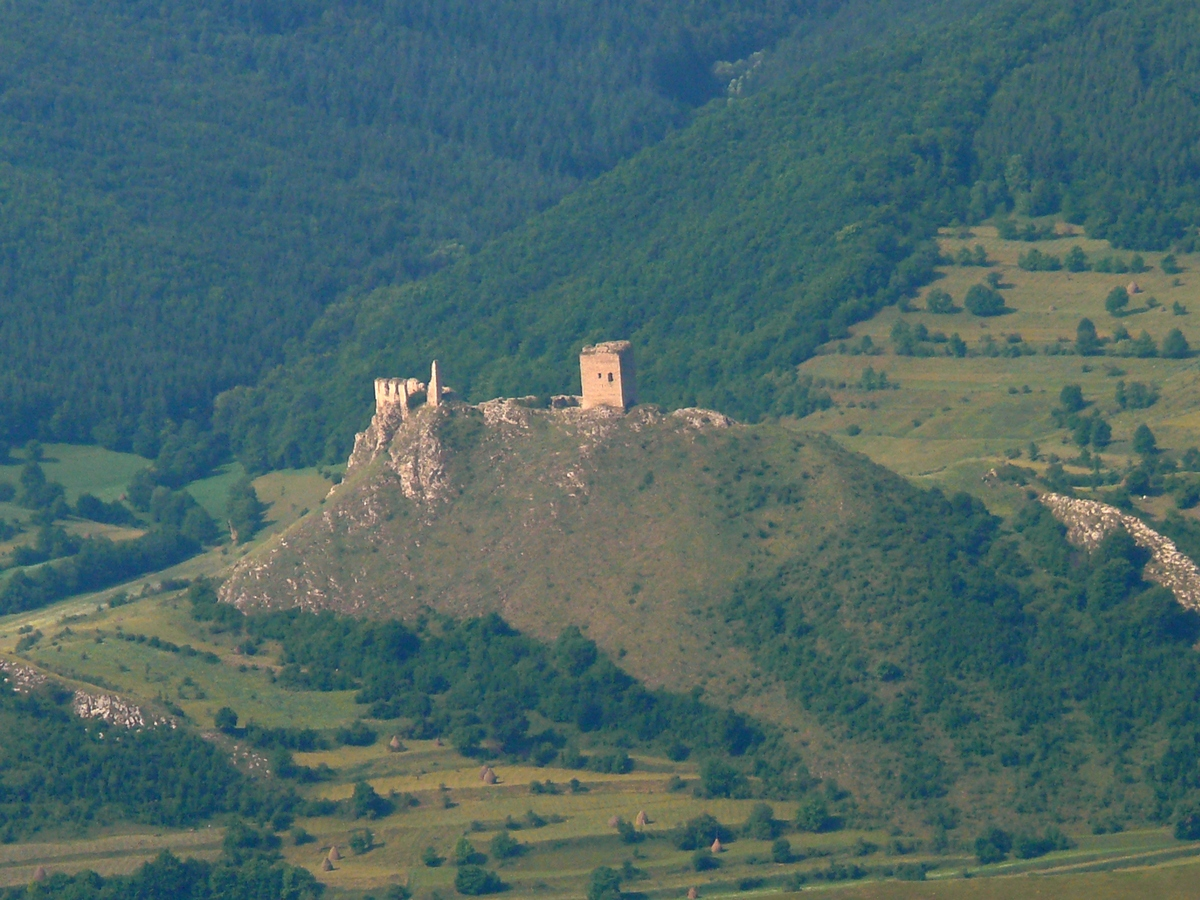
Cetatea Trascăului